# Хъган
Хъган е град в провинция Хъйлундзян, Североизточен Китай. Административният метрополен район, който включва и града, е с население от 1 058 665 жители, а в градската част има 489 232 жители (2010 г.). Общата площ на административния метрополен район е 14 784 кв. км, а градската част е с площ от 270 кв. км. Намира се в часова зона UTC+8. Средната годишна температура е около 3,5 градуса. Пощенските кодове са в диапазона 154100 – 154200.